# Effet de peau
L’effet de peau ou effet pelliculaire (ou plus rarement effet Kelvin) est un phénomène électromagnétique qui fait que, à fréquence élevée, le courant a tendance à ne circuler qu'en surface des conducteurs. Ce phénomène d'origine électromagnétique existe pour tous les conducteurs parcourus par des courants alternatifs. Il provoque la décroissance de la densité de courant à mesure que l'on s'éloigne de la périphérie du conducteur. Il en résulte une augmentation de la résistance du conducteur.
Cet effet peut être pris en compte pour alléger le poids des lignes de transmission à haute fréquence en utilisant des conducteurs tubulaires, ou même des tuyaux, sans perte de courant. Il est utilisé dans le blindage électromagnétique des fils coaxiaux en les entourant d'un mince étui métallique qui garde les courants induits par les hautes fréquences ambiantes sur l'extérieur du câble.

## Cause

Formation de boucle de courant induit par la variation du champ magnétique (H) dans un courant alternatif, annulant le courant au centre du conducteur et le renforçant sur la périphérie.

Tout courant se déplaçant dans un conducteur engendre un champ magnétique autour de ce dernier. Quand un courant continu traverse un conducteur, la différence de potentiel est uniforme et les charges se déplacent dans le conducteur de manière isotrope, ce qui donne un champ magnétique constant (H). Par contre, lorsqu'un courant alternatif circule, les charges oscillent et le champ magnétique varie, ce qui induit une boucle de courant électrique inverse (IW). 
Sur la figure, on peut observer que la direction de rotation est toujours inverse à celle de la variation de courant dans le conducteur. Ainsi, la somme du courant alternatif avec celui de la boucle est toujours plus faible au centre du conducteur alors que ces deux courants s’additionnent en périphérie. 
Cela signifie que le courant ne circule pas uniformément dans toute la section du conducteur. Tout se passe comme si la section utile du câble était plus petite.  La résistance augmente donc, ce qui conduit à des pertes par effet Joule plus importantes.

## Mise en évidence par Nikola Tesla
Sur son estrade, Nikola Tesla avait des bobinages, des lampes à incandescence, et surtout, d'étonnants tubes de verre remplis de gaz à très basse pression. Tesla saisissait d'une main un fil conducteur provenant d'une de ses bobines, et où circulait un courant alternatif à haute tension. De l'autre main, il prenait un tube et celui-ci s'illuminait, à la stupéfaction de la salle. Comme Tesla employait un courant à très haute fréquence, par « effet de peau », celui-ci ne pénétrait pas dans le conducteur qu'était son corps mais circulait à sa périphérie pour atteindre le tube. 

### Épaisseur de peau dans un métal
L'épaisseur de peau détermine, en première approximation, la largeur de la zone où se concentre le courant dans un conducteur. Elle permet de calculer la résistance effective à une fréquence donnée. Dans ce calcul, on néglige la partie réelle devant la partie imaginaire : la conductivité des métaux étant très élevée.
{\displaystyle \delta ={\sqrt {\frac {2}{\omega \mu \sigma }}}\ ={\sqrt {\frac {2\rho }{\omega \mu }}}={\frac {1}{\sqrt {\sigma \mu \pi f}}}}
- δ : épaisseur de peau en mètre [m]
- ω : pulsation en radian par seconde [rad/s] (ω=2.π.f)
- f : fréquence du courant en hertz [Hz]
- µ : perméabilité magnétique en henry par mètre [H/m]
- ρ : résistivité en ohm-mètres [Ω.m], avec ρ=1/σ
- σ : conductivité électrique en Siemens (unité) par mètre [S/m]

Pour un conducteur de diamètre significativement plus grand que δ, on peut calculer la résistance effective à une fréquence donnée en considérant que seule la partie extérieure d'épaisseur δ contribue à la conduction. Par exemple pour un conducteur cylindrique de rayon R, on aura une section utile de :
{\displaystyle S_{u}=\pi \cdot {(R^{2}-(R-\delta )^{2})}}

### Exemples de valeurs
Pour un conducteur en cuivre, on a les valeurs ci-dessous.
| Fréquence | δ       |
| --------- | ------- |
| 50 Hz     | 9,38 mm |
| 60 Hz     | 8,57 mm |
| 10 kHz    | 0,66 mm |
| 100 kHz   | 0,21 mm |
| 1 MHz     | 66 µm   |
| 1 GHz     | 2,1 µm  |
| 1 THz     | 66 nm   |

### Modélisation dans un conducteur cylindrique en régime harmonique

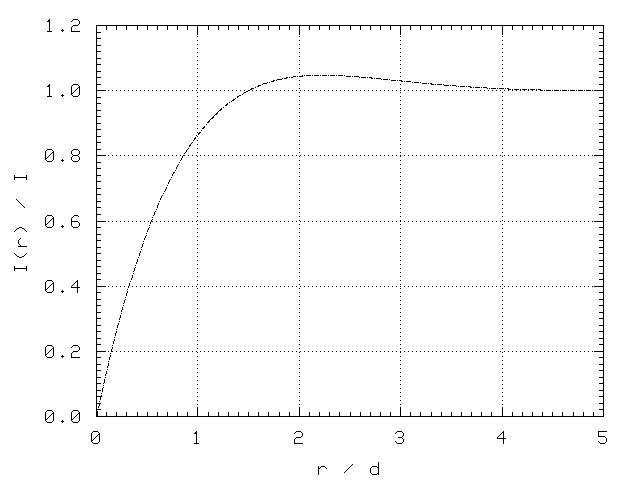
Fonction de répartition du courant dans un conducteur cylindrique en régime harmonique. En abscisse : la profondeur en p.u. de l'épaisseur de peau, en prenant la surface pour origine. En ordonnée : le rapport du module du courant circulant entre la surface et une profondeur r donnée sur le module du courant total traversant la section du conducteur. Le rayon a du cylindre a été choisi arbitrairement à 5 fois l'épaisseur de peau.

Soit I(r) le courant circulant dans l'épaisseur comprise entre la surface et le rayon r du cylindre, et I le courant total.
La fonction de répartition du courant ayant pour origine r = 0, la surface du conducteur est donnée par l'expression[pas clair] :
| | \| {\displaystyle {\frac {I(r)}{I}}={\frac {{\textrm {Ber}}({\frac {{\sqrt {2}}\,a}{\delta }})-{\textrm {Ber}}({\frac {{\sqrt {2}}\,r}{\delta }})+{\rm {i}}\,[{\textrm {Bei}}({\frac {{\sqrt {2}}\,a}{\delta }})-{\textrm {Bei}}({\frac {{\sqrt {2}}\,r}{\delta }})]}{{\textrm {Ber}}({\frac {{\sqrt {2}}\,a}{\delta }})+{\rm {i}}\,{\textrm {Bei}}({\frac {{\sqrt {2}}\,a}{\delta }})}}} \| |
| {\displaystyle {\frac {I(r)}{I}}={\frac {{\textrm {Ber}}({\frac {{\sqrt {2}}\,a}{\delta }})-{\textrm {Ber}}({\frac {{\sqrt {2}}\,r}{\delta }})+{\rm {i}}\,[{\textrm {Bei}}({\frac {{\sqrt {2}}\,a}{\delta }})-{\textrm {Bei}}({\frac {{\sqrt {2}}\,r}{\delta }})]}{{\textrm {Ber}}({\frac {{\sqrt {2}}\,a}{\delta }})+{\rm {i}}\,{\textrm {Bei}}({\frac {{\sqrt {2}}\,a}{\delta }})}}} | |

où Ber et Bei désignent les primitives des fonctions de Kelvin-Bessel d'ordre 0.
Si l'on représente graphiquement le module de la fonction de répartition du courant dans le conducteur cylindrique, c’est-à-dire {\displaystyle \left|I(r)/I\right|}, on constate que plus de 80 % du courant circule dans l'épaisseur de peau, ce qui justifie l'approximation faite lors du calcul de la résistance effective du conducteur. Le dépassement de la valeur 1 qui apparaît sur la figure est dû à la rotation de phase de la densité de courant qui peut s'inverser à certaine profondeur par rapport au courant total.

### Atténuation
L'effet de peau est généralement une nuisance, car il crée des pertes supplémentaires, des atténuations à fréquence élevée, etc. Une manière efficace d'en diminuer l'effet est de diviser la section d'un fil conducteur, c'est-à-dire de le remplacer par plusieurs conducteurs en parallèle isolés entre eux.
Dans l'idéal, chaque « brin » du conducteur ainsi formé devrait avoir un rayon inférieur à δ. Le fil de Litz est un type de conducteur qui pousse à l'extrême cette division.
Une autre technique consiste à plaquer le conducteur avec de l'argent. Lorsque la « peau » est entièrement dans la couche d'argent, elle bénéficie de ce que l'argent a la plus faible résistivité de tous les métaux. Cette méthode peut être un bon compromis pour un courant composé de deux composantes, l'une à basse fréquence qui circulera dans la totalité de la section, l'autre à très haute fréquence qui circule dans l'argent.
On peut enfin envisager des géométries de conducteurs permettant de limiter l'effet de peau. Dans les postes électriques haute tension, on utilise fréquemment des conducteurs tubulaires creux en aluminium ou cuivre pour transporter de forts courants. L'épaisseur du tube est en général de l'ordre de δ, ce qui permet une utilisation effective de l'ensemble du conducteur. C'est aussi particulièrement le cas dans les installations comme les émetteurs, où l'on peut trouver des bobinages réalisés en tubes creux, à l'intérieur desquels circule un liquide de refroidissement. En basse tension, on utilise parfois des géométries plus complexes et permettant un meilleur comportement thermique, mais l'idée est toujours d'avoir des épaisseurs de conducteur ne dépassant pas δ (voir aussi jeu de barres).

## Entre deux conducteurs

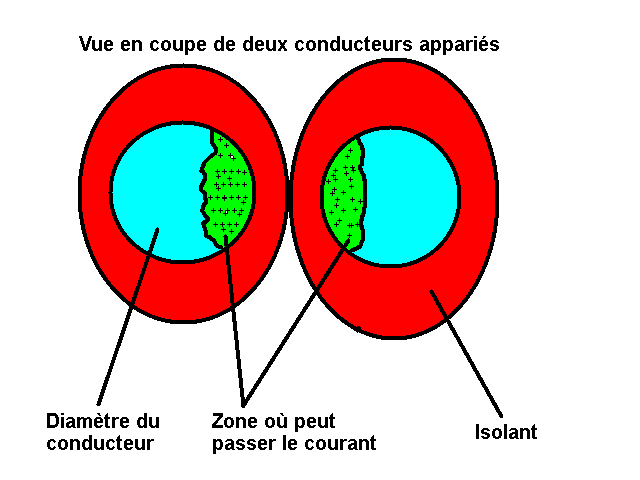
Schéma montrant une vue en coupe de deux conducteurs qui sont en transmission. La zone verte contient les charges porteuses.

Dans un câble composé de deux conducteurs (aller et retour du courant), à haute fréquence il peut se produire un effet de proximité entre les deux conducteurs, improprement confondu avec l'effet de peau, et qui fait que le courant a tendance à circuler seulement sur les parties des conducteurs en vis-à-vis. 
Cet effet s'ajoute à l'effet de peau proprement dit. Il est totalement dépendant de la géométrie de l'ensemble : section des conducteurs (circulaire, carrée, plate...), distance entre conducteurs, asymétrie des conducteurs (par exemple fil parallèle à un plan de masse), etc. L'effet de proximité est pratiquement négligeable sur des conducteurs espacés de plus de 20 cm.
Afin d'atténuer cet effet, il faut éloigner les conducteurs, mais cela a d'autres inconvénients, comme d'augmenter l'inductance.